# Tia enervana
Tia enervana is een vlinder uit de familie bladrollers (Tortricidae). De wetenschappelijke naam is voor het eerst geldig gepubliceerd in 1877 door Erschoff.
De soort komt voor in Europa.